# 하향조절
하향조절(top-down control)은 생태계 먹이망에서 하위 영양단계 생물의 개체수, 종다양성 및 생체량이 이들을 섭식하는 상위포식자에 의해서 조절된다는 개념. 즉, 포식자가 먹이생물의 종류와 양을 결정짓는다는 개념이다. Trophic cascade는 포식자의 영향이 차례로 하위 단계의 생물에게 영향을 미친다는 하향조절의 대표적인 예이다. 최상위 육식동물이 포식을 통해 하위단계인 초식동물을 제어하고, 그 결과 초식동물의 제어를 받고 있는 식물은 초식동물의 제어에서 자유로워 지나, 이는 최상위 육식동물의 간접적 포식효과로 해석될 수 있다.
포식자를 이용한 해충조절 및 수질관리 (biomanipulation)에 적용되는 개념으로 반대되는 개념으로 하위영양단계와 자원에 의해 상위 포식자가 조절된다는 상향조절 (bottom-up) 개념이 있다. 일반적으로 자원이 풍부해 먹이의 제한이 일어나지 않는 부영양화된 생태계에서는 하향조절이 주요 조절인자로 나타나며, 자원의 부족이 발생하는 빈영양 (oligotrophic) 생태계에서는 상향조절이 주요 생태계 먹이망의 주요 조절인자로 나타난다.